# Tessenderlo Chemie
Pour les articles homonymes, voir Tessenderlo.
 (juillet 2022).
Si vous disposez d'ouvrages ou d'articles de référence ou si vous connaissez des sites web de qualité traitant du thème abordé ici, merci de compléter l'article en donnant les références utiles à sa vérifiabilité et en les liant à la section « Notes et références ».
Tessenderlo Chemie ou Tessenderlo Group NV est un groupe industriel belge actif dans l'agronomie et la chimie fondé en 1919 à Tessenderlo, à Ham dans la province du Limbourg. Après avoir fusionné avec Picanol, Tessenderlo appartient désormais à un conglomérat. 
Le nom initial de l'entreprise était Produits Chimiques de Tessenderlo, abbrévié « PCT ».
L'entreprise est présente en France, en Belgique et aux Etats-Unis.

## Historique
L'entreprise Produits Chimiques de Tessenderlo fut fondée en 1919 à Tessenderlo, par Nestor Sevrin.
En 2011, l'entreprise commence à se désengager de la production d’ingrédients pharmaceutiques en revendant certaines entités.
En 2013, Picanol est le premier actionnaire de Tessenderlo Chemie. En décembre 2013, Luc Tack devient CEO de Tessenderlo.
En 2015, Tessenderlo fusionne avec Picanol.
En 2016, l'entreprise commence la construction d'une usine en Normandie.

### L'explosion de 1942
Le mercredi 29 avril 1942, à 11 h 27 : plus de 150 tonnes de nitrate d'ammonium stockées sur le site de PCT, explosent causant la mort de 189 personnes et faisant 900 blessés. C'est l'une des catastrophes les plus meurtrières de Belgique ainsi que l'une des explosions majeures de nitrate d'ammonium.